# Abszolút folytonosság
A matematikai analízisben az abszolút folytonosság egy simasági tulajdonság, ami erősebb a folytonosságnál és az egyenletes folytonosságnál. Az abszolút folytonosság fogalma lehetővé teszi az általánosítást a deriválás és az integrálás két központi műveletének kapcsolatáról, amit az integrálszámítás alaptétele a Riemann-integrállal kapcsolatban kifejez. Ezeket az általánosításokat a Lebesgue-integrállal fejezik ki. A valós-valós függvényekkel kapcsolatban két, egymáshoz kapcsolódó fogalom merül fel: az abszolút folytonos függvény és az abszolút folytonos mérték. Mindezek különböző irányokban általánosíthatók. A függvény szokott értelemben vett deriváltja a mérték Radon–Nikodym-deriváltjához és a mértékek abszolút folytonosságához kapcsolódik.
A valós egyenes egy kompakt részhalmazán igazak a következők:
abszolút folytonos ⊆ egyenletesen folytonos ⊆ folytonos
és:
folytonosan differenciálható ⊆ Lipschitz-folytonos ⊆ abszolút folytonos ⊆ korlátos változású függvény ⊆ majdnem mindenütt differenciálható

## Függvények abszolút folytonossága
Egy folytonos függvény nem lehet abszolút folytonos, ha nem egyenletesen folytonos. Erre példa a tangensfüggvény a [0, {\displaystyle {\frac {\pi }{2}}}) intervallumon, az exp(x) exponenciális függvény a teljes valós számegyenesen, és sin(1/x) a (0, 1] intervallumon.
De ez nem az egyetlen módja annak, hogy egy folytonos függvény ne legyen abszolút folytonos. Ha majdnem mindenütt differenciálható egy intervallumon, és deriváltja Lebesgue-integrálható, de integrálja nem egyezik meg a függvény megváltozásával, akkor nem abszolút folytonos. Ez a helyzet a Cantor-függvénnyel.

### Definíció
Legyen {\displaystyle I} az {\displaystyle \mathbb {R} } valós számegyenes intervalluma. Ekkor az {\displaystyle f\colon I\to \mathbb {R} } függvény abszolút folytonos az {\displaystyle I} intervallumon, ha minden pozitív {\displaystyle \epsilon } számhoz van {\displaystyle \delta }, hogy {\displaystyle (x_{k},y_{k})} részintervallumok bármilyen véges sorozatára hogyha
{\displaystyle \sum _{k}\left(y_{k}-x_{k}\right)<\delta }
akkor
{\displaystyle \displaystyle \sum _{k}|f(y_{k})-f(x_{k})|<\epsilon .}

### Ekvivalens definíciók
A következő definíciók ekvivalensek egy valós értékű f függvényre az [a,b] intervallumon:
(1) f abszolút folytonos
(2) f majdnem mindenütt differenciálható, és deriváltja f ′; ez Lebesgue-integrálható, és
{\displaystyle f(x)=f(a)+\int _{a}^{x}f'(t)\,dt}
minden x elemre [a,b]-ben;
(3) létezik egy Lebesgue-integrálható g függvény [a,b]-n, hogy
{\displaystyle f(x)=f(a)+\int _{a}^{x}g(t)\,dt}
minden x-re [a,b]-ben.
Ha ezek teljesülnek, akkor a (3)-as pontban szereplő g függvény majdnem mindenütt megegyezik f '-vel. Az (1) és a (3) ekvivalenciája a Lebesgue-integrálszámítás alaptételeként ismert.

### Tulajdonságok
- Abszolút folytonos függvények összege és különbsége is abszolút folytonos. Ha a két függvény korlátos és zárt intervallumon van definiálva, akkor szorzatuk is abszolút folytonos.[4]
- Ha egy abszolút folytonos függvény korlátos és zárt intervallumon értelmezett, és sehol sem nulla, akkor reciproka is abszolút folytonos.[5]
- A Lipschitz-folytonos függvények abszolút folytonosak. Az abszolút folytonos függvények egyenletesen folytonosak, így folytonosak is.[6]
- Ha az f: [a,b] → R függvény abszolút folytonos, akkor korlátos változású az [a,b] intervallumon.[7]
- Ha az f: [a,b] → R függvény abszolút folytonos, akkor Luzin N tulajdonságú. Azaz minden {\displaystyle L\subseteq [a,b]}-re, amire {\displaystyle \lambda (L)=0}, teljesül, hogy {\displaystyle \lambda (f(L))=0}, ahol {\displaystyle \lambda } a Lebesgue-mérték.
- f: I → R abszolút folytonos, ha folytonos, korlátos változású és Luzin N tulajdonságú.

### Példák
A következő függvények folytonosak, de nem abszolút folytonosak:
- a Cantor-függvény a teljes R-en
- az

{\displaystyle f(x)={\begin{cases}0,&{\mbox{ha }}x=0\\x\sin(1/x),&{\mbox{ha }}x\neq 0\end{cases}}}
függvény egy, a nullát tartalmazó intervallumon
- az f(x) = x 2 függvény egy nem korlátos intervallumon

### Általánosítások
Legyen (X, d) metrikus tér, és legyen I a valós számegyenes egy intervalluma. Egy f: I → X függvény abszolút folytonos I-n, ha minden pozitív {\displaystyle \epsilon }-hoz létezik pozitív {\displaystyle \delta }, hogy valahányszor [xk, yk] páronként diszjunkt intervallumok I-ben, hogy
{\displaystyle \sum _{k}\left|y_{k}-x_{k}\right|<\delta }
akkor
{\displaystyle \sum _{k}d\left(f(y_{k}),f(x_{k})\right)<\epsilon .}
AZ I-ből X-be menő abszolút folytonos függvények jelölése AC(I; X).
Az ACp(I; X) halmaz további általánosítása az f: I → X görbék halmaza, hogy
{\displaystyle d\left(f(s),f(t)\right)\leq \int _{s}^{t}m(\tau )\,\mathrm {d} \tau {\mbox{ minden }}[s,t]\subseteq I}
valamely m-re az Lp(I) Lp térből.

### Az általánosítások tulajdonságai
- Minden abszolút folytonos függvény egyenletesen folytonos, így folytonos. Minden Lipschitz-folytonos függvény abszolút folytonos.
- Ha f: [a,b] → X abszolút folytonos, akkor korlátos változású [a,b]-n.
- Minden f ∈ ACp(I; X) metrikus deriváltja λ-majdnem mindenütt létezik I-ben, és a metrikus derivált az a legkisebb m, amire:[9]

{\displaystyle d\left(f(s),f(t)\right)\leq \int _{s}^{t}m(\tau )\,\mathrm {d} \tau {\mbox{ minden }}[s,t]\subseteq I.}

## Abszolút folytonos mérték
A valós számegyenes Borel-halmazait mérő {\displaystyle \mu } mérték abszolút folytonos a {\displaystyle \lambda } Lebesgue-mértékre, ha minden {\displaystyle A} mérhető halmazra, amire {\displaystyle \lambda (A)=0}, {\displaystyle \mu (A)=0} is teljesül. Jelölése {\displaystyle \mu \ll \lambda }.
A legtöbb alkalmazásban, ahol nem írják le, hogy melyik mértékre kell abszolút folytonosnak lennie a mértéknek, a Lebesgue-mértékre gondolnak.
Hasonlók a követelmények magasabb dimenzióban, tehát {\displaystyle \mathbb {R} ^{n},n=1,2,3,\dots }-ben is.

### Ekvivalens definíciók
A következőek ekvivalensek a μ véges, R Borel-halmazait mérő mértékre:
(1) μ abszolút folytonos
(2) minden pozitív ε számhoz van pozitív δ, hogy μ(A) < ε minden A Borel-részhalmazra, aminek Lebesgue-mértéke δ-nál kisebb;
(3) létezik egy g Lebesgue-integrálható függvény a teljes R-en, hogy
{\displaystyle \mu (A)=\int _{A}g\,\mathrm {d} \lambda }
minden A Borel-részhalmazra.
A (3)-nak megfelelő bármely más függvény majdnem mindenütt egyenlő g-vel. Ez a függvény a μ abszolút mérték Radon-Nikodym deriváltja vagy sűrűsége.
Az ekvivalencia magasabb dimenziókban is teljesül. Így csak az abszolút folytonos mértékeknek van sűrűségük. Speciálisan, az abszolút folytonos valószínűségi mértékek pontosan azok, amelyeknek sűrűségfüggvényük van.
Lebesgue felbontási tétel szerint minden mérték felbontható egy abszolút folytonos és egy szinguláris mérték összegére.

### Általánosítások
Ha μ és ν mértékek ugyanazon a mértéktéren, akkor μ abszolút folytonos ν-re, ha μ(A) = 0 minden olyan A részhalmazra, amire ν(A) = 0. Jelölése “μ {\displaystyle \ll } ν”. Tehát a definíció képlettel:
{\displaystyle \mu \ll \nu \iff \left(\nu (A)=0\ \Rightarrow \ \mu (A)=0\right).}
Az abszolút folytonosság reflexív és tranzitív, de nem szimmetrikus vagy antiszimmetrikus, így nem ekvivalenciareláció és nem részben rendezés, csak előrendezés. Ha μ {\displaystyle \ll } ν és ν {\displaystyle \ll } μ, akkor μ és ν ekvivalensek. Az abszolút folytonosság ezeken az ekvivalenciaosztályokon részben rendezést indukál.
Ha μ előjeles vagy komplex mérték, akkor μ abszolút folytonos ν-re, ha variációja, |μ| megfelel |μ| ≪ ν-nek;
ekvivalensen, ha minden A részhalmaz, amire ν(A) = 0, μ(A) = 0 is.
A Radon–Nikodym-tétel szerint, ha μ abszolút folytonos ν-re, és mindketten σ-végesek, akkor μ-nek létezik ν szerint sűrűsége, vagyis Radon–Nikodym-deriváltja. Eszerint van egy f ν-mérhető függvény, aminek értékei [0, +∞)-beliek. Jelölése f = dμ/dν, továbbá minden ν-mérhető A halmazra teljesül, hogy:
{\displaystyle \mu (A)=\int _{A}f\,\mathrm {d} \nu .}

## Kapcsolat a függvények és a mértékek abszolút folytonossága között
A valós számok Borel-halmazainak egy véges μ mértéke abszolút folytonos a Lebesgue-mértékre, ha
{\displaystyle F(x)=\mu ((-\infty ,x])}
abszolút folytonos valós függvény.
Általánosabban, ha μ Radon-Nikodym-deriváltja majdnem mindenütt egyenlő F deriváltjával.
Még általánosabban, ha μ lokálisan véges, és F(x) definíció szerint μ((0,x]), x>0, 0 ha x=0, és -μ((x,0]) ha x<0. Ekkor μ az F által generált Lebesgue–Stieltjes-integrál. Továbbra is teljesül a két értelemben vett abszolút folytonosság kapcsolata.

## Fordítás
- Ez a szócikk részben vagy egészben  az   Absolute continuity című angol Wikipédia-szócikk fordításán alapul.  Az eredeti cikk szerkesztőit annak laptörténete sorolja fel. Ez a jelzés csupán a megfogalmazás eredetét és a szerzői jogokat jelzi, nem szolgál a cikkben szereplő információk forrásmegjelöléseként.